# Priestewitz
Priestewitz è un comune di 3.435 abitanti della Sassonia, in Germania.
Appartiene al circondario (Landkreis) di Meißen (targa MEI).